# Kup na Makedonija 2014-2015
La Coppa di Macedonia 2014-2015 (in macedone Куп на Македонија, Kup na Makedonija) è stata la ventitreesima edizione del torneo. La competizione è iniziata il 20 agosto 2014 ed è terminata il 20 maggio 2015. Il Rabotnički ha vinto il trofeo per la quarta volta nella sua storia, la seconda consecutiva.

## Primo turno
Il 14 luglio 2014 si è tenuto il sorteggio per gli accoppiamenti del primo turno.
| Squadra 1           | Risultato       | Squadra 2       |
| ------------------- | --------------- | --------------- |
| 19 agosto 2014      |                 |                 |
| 11 Oktomvri         | 0 – 9           | Shkupi          |
| 20 agosto 2014      |                 |                 |
| Fortuna Skopje      | 0 – 8           | Turnovo         |
| Rabotnik Džumajlija | Canc.           | Sileks Kratovo  |
| Miravci             | 2 – 1           | Makedonija G.P. |
| Goblen              | 0 – 3           | Teteks          |
| Novaci              | 0 – 5           | Gostivar        |
| Bregalnica Štip     | 1 – 4           | Drita Bogovinje |
| Belasica            | 1 – 1 (2-4 dcr) | Napredok        |
| Sasa                | 0 – 2           | Renova          |
| Vlaznimi            | 1 – 9           | Vardar          |
| Mladost Carev Dvor  | 0 – 1           | Bregalnica Štip |
| Pobeda Junior       | 3 – 2           | Metalurg Skopje |
| 21 agosto 2014      |                 |                 |
| Vulkan              | 0 – 2           | Pelister        |

## Secondo turno
Il 5 settembre 2014 si è tenuto il sorteggio per gli accoppiamenti del secondo turno.
| Squadra 1                      | Totale          | Squadra 2       | Andata | Ritorno |
| ------------------------------ | --------------- | --------------- | ------ | ------- |
| 24 settembre / 14 ottobre 2014 |                 |                 |        |         |
| Škendija                       | 2 – 4           | Vardar          | 2 – 1  | 0 – 3   |
| Gostivar                       | 1 – 5           | Renova          | 1 – 4  | 0 – 1   |
| Pelister                       | 1 – 3           | Rabotnički      | 0 – 0  | 1 – 3   |
| Sileks Kratovo                 | 1 – 1 (gfc)     | Gorno Lisiče    | 1 – 1  | 0 – 0   |
| Pobeda Junior                  | 2 – 2 (1-3 dcr) | Drita Bogovinje | 1 – 1  | 1 – 1   |
| Turnovo                        | 0 – 0 (4-3 dcr) | Bregalnica Štip | 0 – 0  | 0 – 0   |
| Shkupi                         | 1 – 2           | Teteks          | 1 – 1  | 0 – 1   |
| Miravci                        | 5 – 1           | Napredok        | 0 – 0  | 5 – 1   |

## Quarti di finale
Il 28 ottobre 2014 si è tenuto il sorteggio per gli accoppiamenti dei quarti di finale.
| Squadra 1                       | Totale      | Squadra 2       | Andata | Ritorno |
| ------------------------------- | ----------- | --------------- | ------ | ------- |
| 18 novembre / 4-6 dicembre 2014 |             |                 |        |         |
| Vardar                          | 3 – 3 (gfc) | Renova          | 3 – 1  | 0 – 2   |
| Gorno Lisiče                    | 4 – 5       | Rabotnički      | 3 – 2  | 1 – 3   |
| Miravci                         | 1 – 5       | Teteks          | 1 – 0  | 0 – 5   |
| Turnovo                         | 2 – 4       | Drita Bogovinje | 5 – 0  | 1 – 0   |

## Semifinali
| Squadra 1                 | Totale          | Squadra 2 | Andata | Ritorno |
| ------------------------- | --------------- | --------- | ------ | ------- |
| 18 marzo / 15 aprile 2015 |                 |           |        |         |
| Rabotnički                | 3 – 2           | Renova    | 2 – 1  | 1 – 1   |
| Teteks                    | 3 – 3 (4-2 dcr) | Turnovo   | 2 – 1  | 1 – 2   |

## Finale
| Arbitro: | Dejan Jakimovski |

|               |           |                                  |
| Churlinov 45’ | Marcatori | 68’ Ilijoski 72’ Altiparmakovski |